# Strombidae

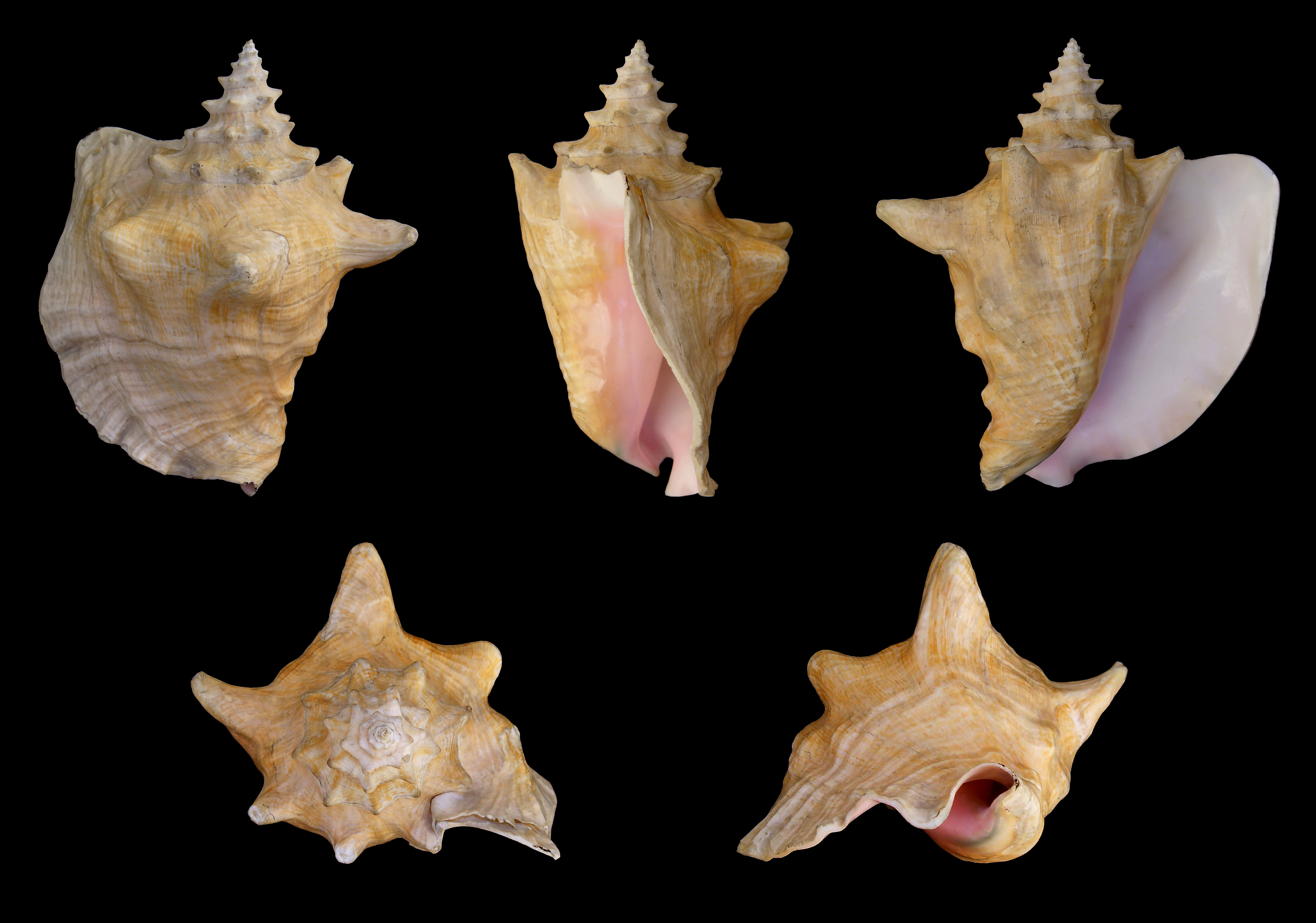
Eustrombus gigas (Linné, 1758) accepted as Aliger gigas (Linnaeus, 1758)

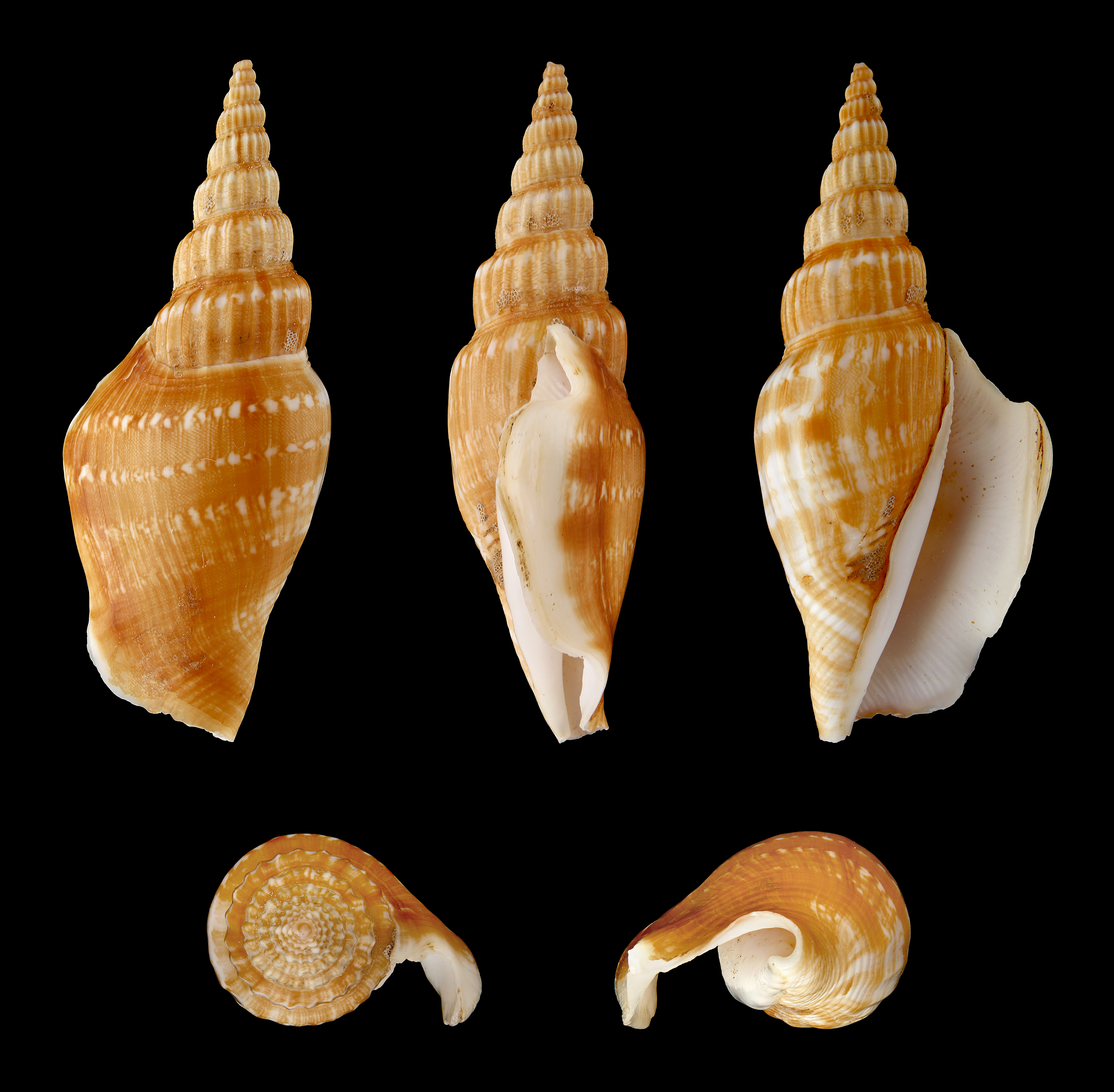
Doxander entropi, Filippine

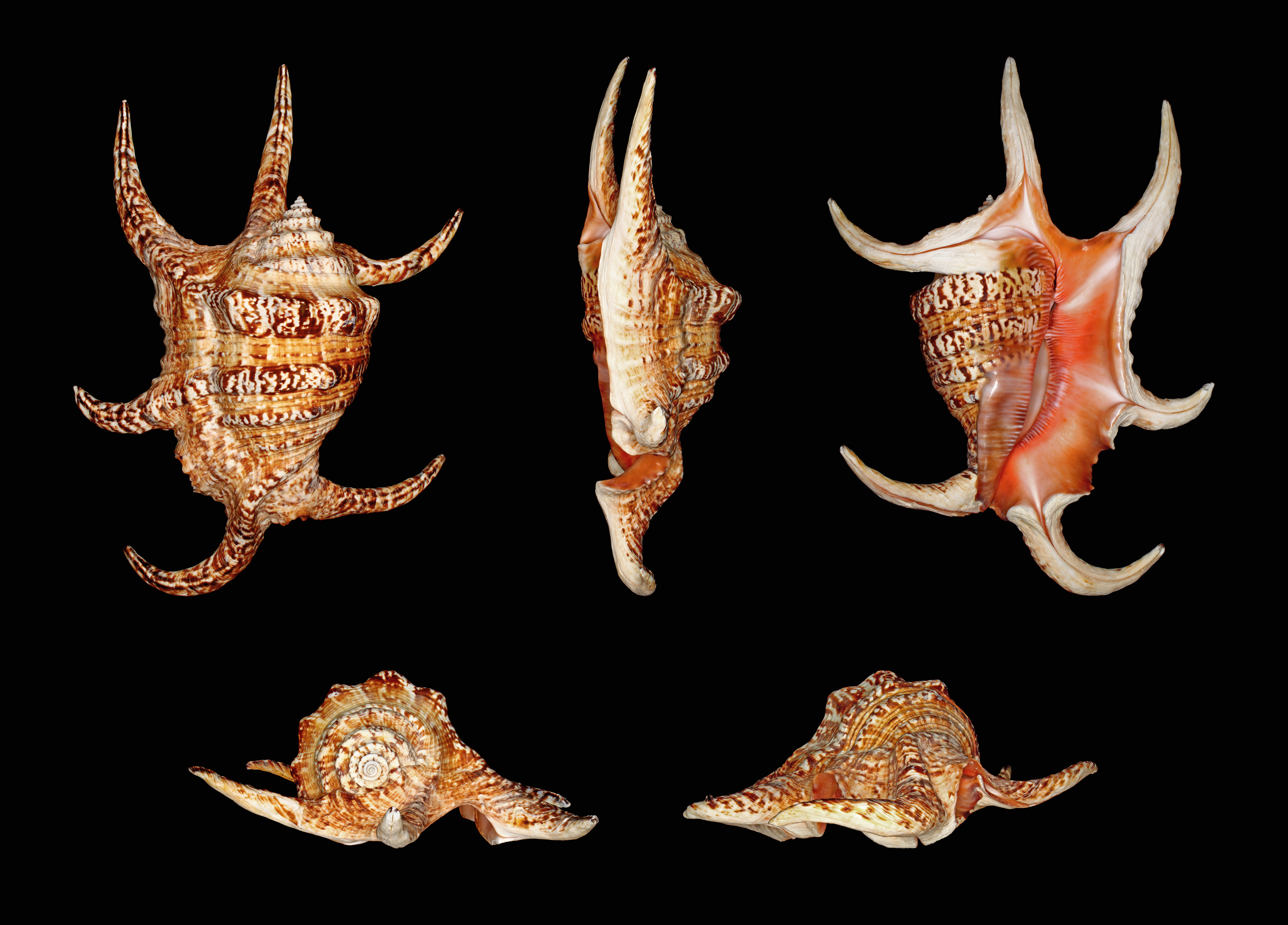
Harpago chiragra, Visayas Orientale, Filippine

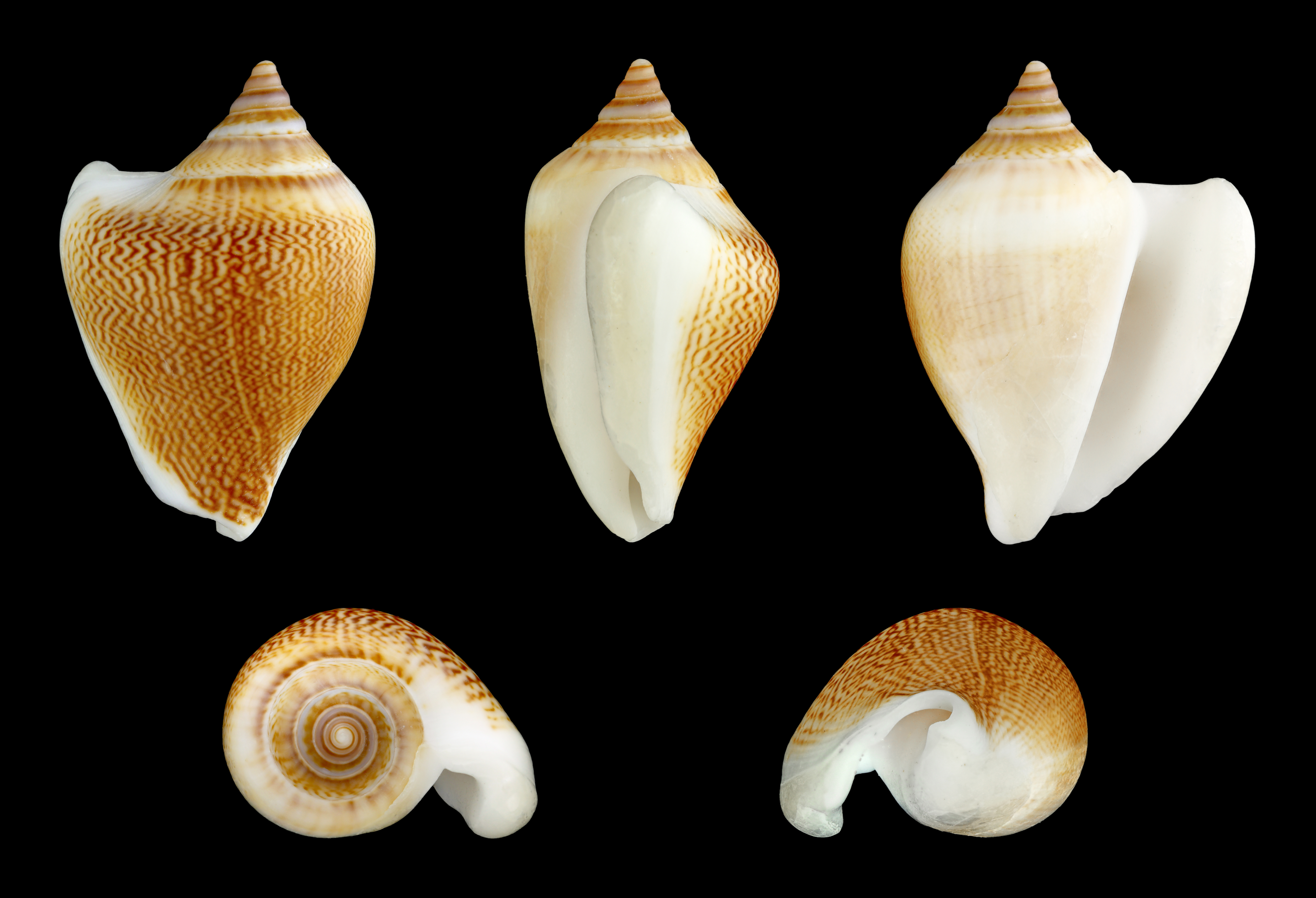
Laevistrombus canarium, Giappone

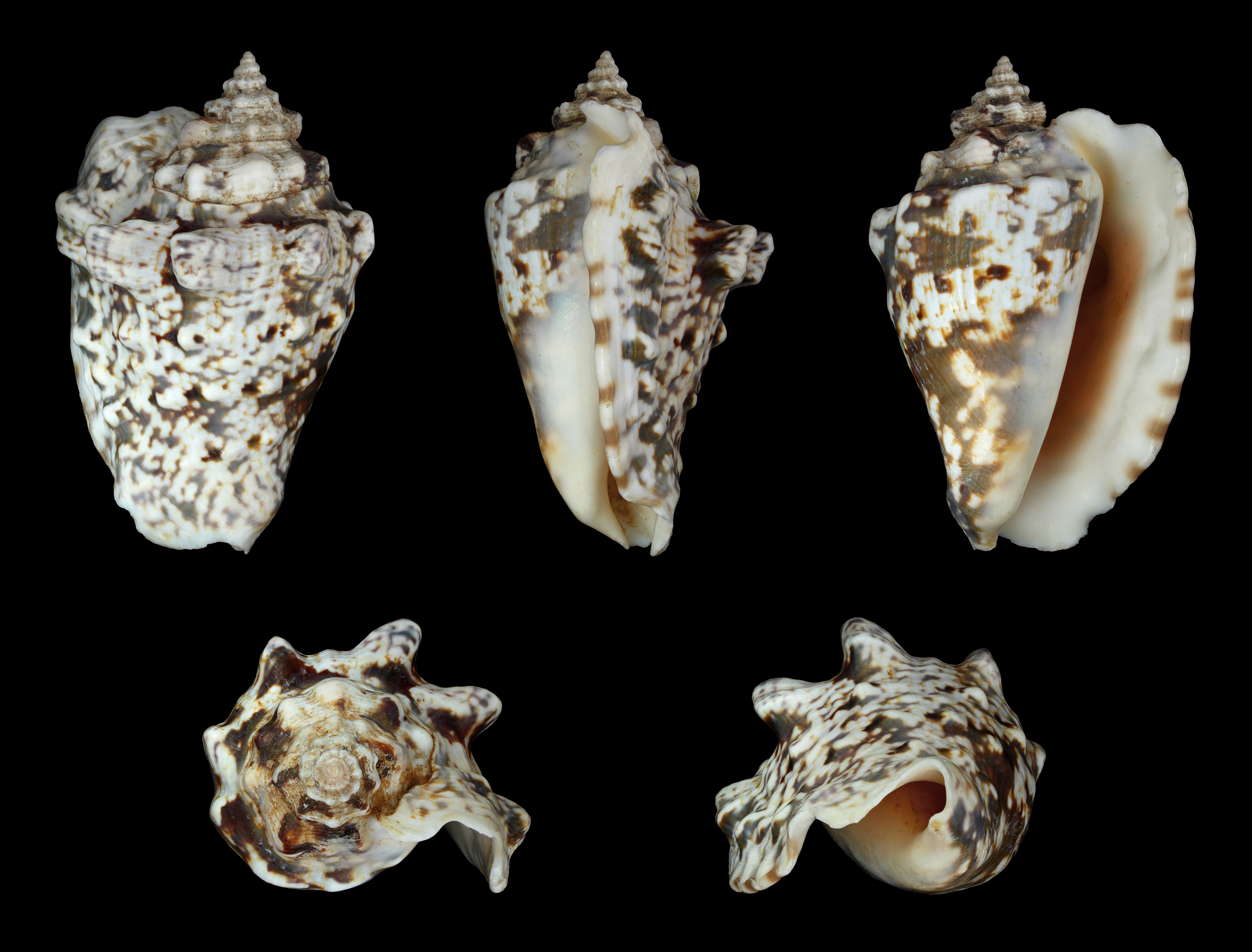
Lentigo lentiginosus, Filippine

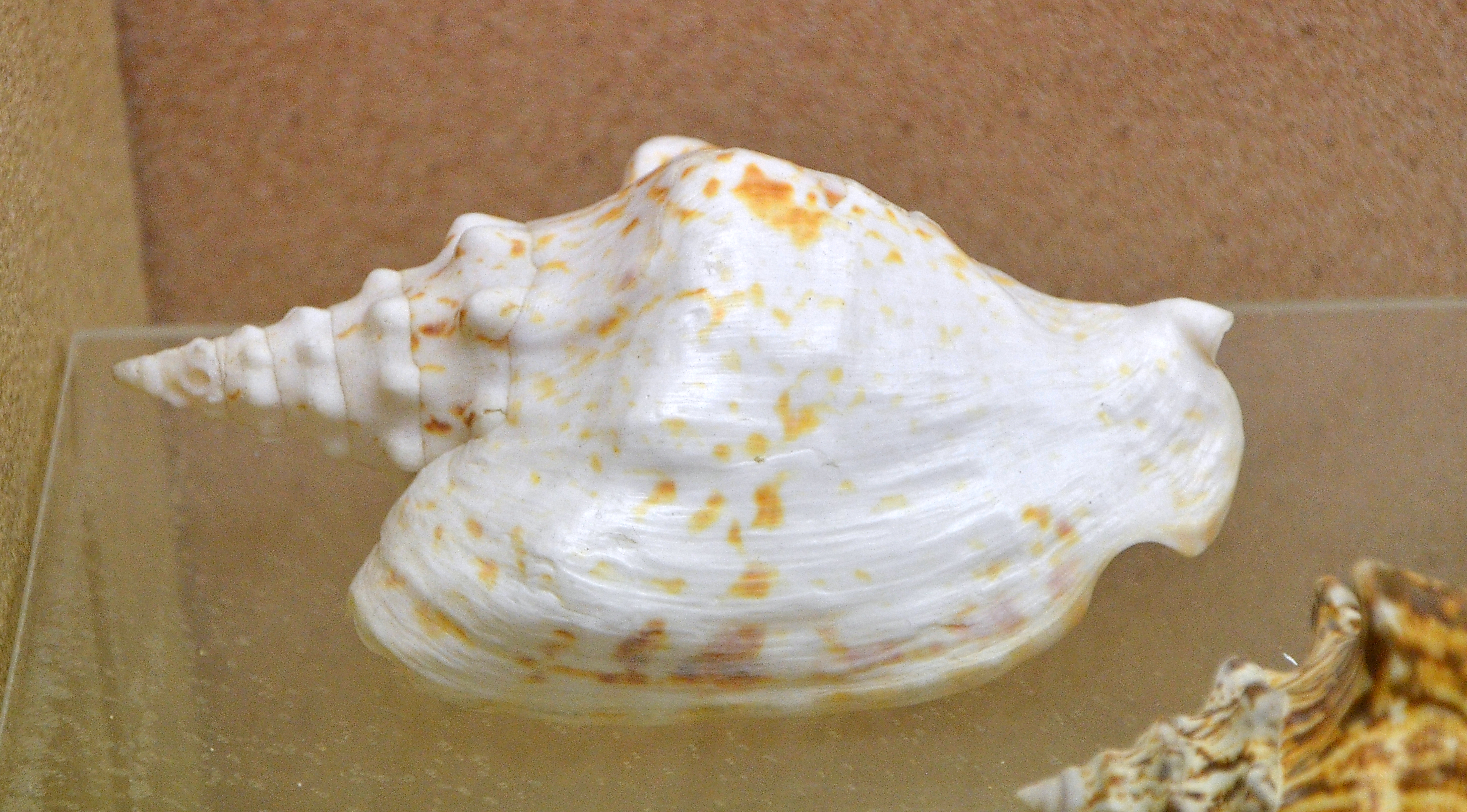
Thersistrombus thersites, Phuket, Thailandia

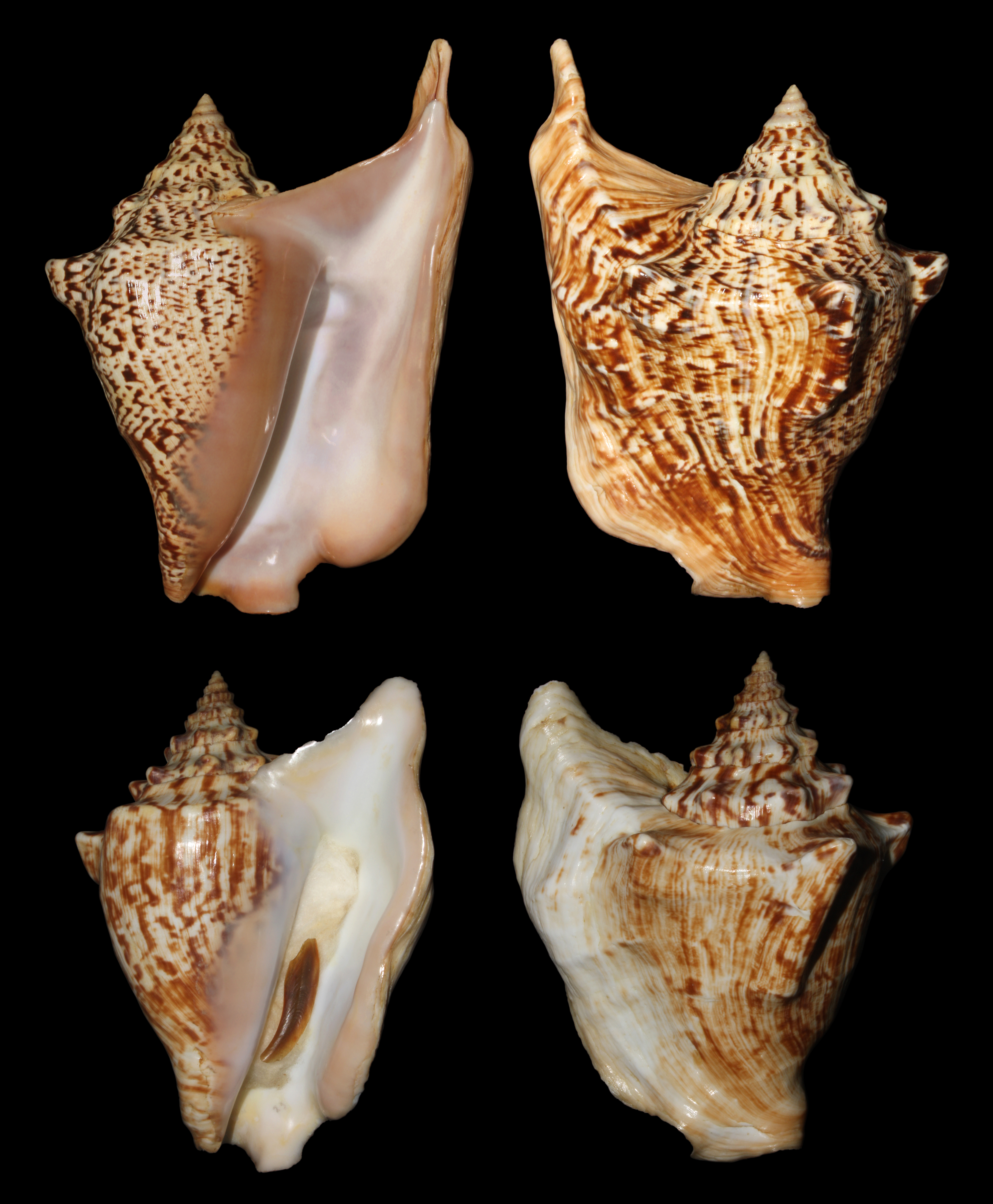
Tricornis tricornis, (superiore): Djibouti, Golfo di Aden, (inferiore): Safaga, Egitto

Strombidae Rafinesque, 1815 è una famiglia di molluschi gasteropodi della sottoclasse Caenogastropoda.

## Descrizione
In questa famiglia i caratteri distintivi della conchiglia si sviluppano solo quando la conchiglia è completamente sviluppata. La conchiglia ha una guglia che può essere bassa o alta e di forma conica. I suoi vortici hanno spesso un angolo mediano e costole assiali che lo attraversano, spesso si possono espandere tubercoli o spine. Varici arrotondate ispessite sono spesso presenti soprattutto sui vortici della teleoconca precoce. Il guscio degli adulti ha un labbro esterno espanso e ispessito, spesso fortemente svasato e notevolmente ispessito. L'apertura è stretta con breve sifone (rostro) che è diritto o curvato di lato verso l'alto. Accanto a questo canale anteriore è tipicamente presente una rientranza a forma di U chiamata "tacca stromboide". Serve per esporre all'esterno l'occhio destro (mentre l'occhio sinistro utilizza il canale sifonico). Il margine posteriore del labbro esterno differisce tra i generi e può essere presente una tacca, un solco, un seno, spine e aculei, oppure può avere forma diritta o curva ricoperta da più o meno callo. Il guscio completamente cresciuto di specie diverse varia da circa 12 mm a 400 mm di altezza e le dimensioni del guscio all'interno di una specie possono variare da individui di circa un terzo alla metà delle dimensioni degli altri. La protoconca della larva planctotrofica è conica e appuntita con spirali arrotondati e un lobo mediano sul labbro esterno dell'apertura in almeno una parte del guscio. Il guscio embrionale può essere ornato da tubercoli o può essere liscio. Termina con le prime linee di crescita. Il guscio larvale ha linee di crescita sinuose e può essere liscio o ornato e la dimensione del protoconco è solitamente superiore a 1 mm. L'opercolo chiude la protoconca della larva. Nello stadio adulto cambia forma diventando solido, lungo, appuntito e stretto e viene utilizzato durante la locomozione.
Le specie della famiglia sono presenti da circa il medio Cenozoico per circa 30 Milioni di anni.
Gli Strombidi sono prevalentemente tropicali e subtropicali, ben rappresentati nella regione del Pacifico indo-occidentale che comprende l'Australia settentrionale. Vivono in fondali subtidali intertidali e poco profondi e si nutrono di macroalghe ed epifite su substrati sabbiosi o leggermente fangosi.

## Tassonomia
Secondo il World Register of Marine Species la famiglia comprende 39 generi di cui 7 estinti:
- Genere † Alatostrombus Raven, 2021
- Genere Aliger Thiele, 1929
- Genere † Antestrombus S. J. Maxwell, Dekkers, Rymer & Congdon, 2020
- Genere † Austrombus S. N. Nielsen, 2005
- Genere Barneystrombus Blackwood, 2009
- Genere Canarium Schumacher, 1817
- Genere Conomurex P. Fischer, 1884
- Genere Dolomena Wenz, 1940
- Genere Doxander Wenz, 1940
- Genere † Edpetuchistrombus S. J. Maxwell, Dekkers, Rymer & Congdon, 2020
- Genere Euprotomus Gill, 1870
- Genere † Europrotomus Kronenberg & Harzhauser, 2012
- Genere Fusistrombus Bandel, 2007
- Genere Gibberulus Jousseaume, 1888
- Genere Harpago Mörch, 1852
- Genere Labiostrombus Oostingh, 1925
- Genere † Laevispira  Raven, 2021
- Genere Laevistrombus Abbott, 1960
- Genere Lambis Röding, 1798
- Genere Latissistrombus  Bandel, 2007
- Genere Lentigo Jousseaume, 1886
- Genere Lobatus Swainson, 1837
- Genere Macrostrombus Petuch, 1994
- Genere Maculastrombus Liverani, Dekkers & S. J. Maxwell, 2021
- Genere Ministrombus Bandel, 2007
- Genere Mirabilistrombus Kronenberg, 1998
- Genere Neodilatilabrum Dekkers, 2008
- Genere Neostrombus  Liverani, Dekkers & S. J. Maxwell, 2021
- Genere Ophioglossolambis Dekkers, 2012
- Genere Persististrombus Kronenberg & H. G. Lee, 2007
- Genere † Spinatus Dekkers, Liverani, Ćorić, S. J. Maxwell & Landau, 2020
- Genere Striatostrombus Dekkers & S. J. Maxwell, 2018
- Genere Strombus Linnaeus, 1758
- Genere Terestrombus Kronenberg & Vermeij, 2002
- Genere Thersistrombus Bandel, 2007
- Genere Thetystrombus Dekkers, 2008
- Genere Titanostrombus Petuch, 1994
- Genere Tricornis Jousseaume, 1886
- Genere Tridentarius Kronenberg & Vermeij, 2002